# Benjamin (dominikanac)
Benjamin, hrvatski dominikanac, humanist, prevoditelj, astronom.
Novgorodski arhiepiskop Genadije je pozvao u Rusiju, u Novgorod, dominikanca Benjamina te je on tamo djelovao od oko 1490. godine. Benjamin je bio Hrvat glagoljaš iz primorske Hrvatske te je preko hrvatskih glagoljaških samostana u Pragu i Krakovu stigao u Rusiju ili je pak došao iz Njemačke. Iz njegovih tekstova neki iščitavaju i mogućnost da je rođen u Splitu ili pak da je neko vrijeme proveo u splitskom dominikanskom samostanu. Benjamin ima velikih zasluga za prijevod zapadnoeuropskih knjiga različitog sadržaja, ponajviše teološkog, na ruski jezik, pretežno iz njemačkih izvornika, čime je širio ideje zapadnoeuropskog humanizma. Zaslužan je za osnivanje škola u Novgorodu, koje dotad nisu postojale u Rusiji. Istaknuo se kao prvi zapadnoeuropski humanist na ruskom tlu. U pravoslavnoj Rusiji je bitno utjecao na rješenje kalendarskog pitanja.
Krajem 15. i početkom 16. stoljeća jedno od najjačih kulturnih središta tadašnje Rusije bio je Novgorod, a novgorodski arhiepiskop Genadije (1484. – 1504.) je bio sklon prihvatiti zapadnoeuropske katoličke utjecaje i prilagoditi ih pravoslavnoj tradiciji. Benjamin je formirao Genadijev kulturni krug koji je krajem 15. stoljeća imao u Rusiji izuzetnu važnost i postao je ruskim kulturnim središtem.
U starim istočnoslavenskim kalendarima, kao i mnogim astrološkim djelima, bilo je predviđeno trajanje svijeta od 7000 godina. Naime, kako je svijet stvoren za 7 dana, a Bogu je, kako kaže Biblija, tisuću godina kao jedan dan, mnogi su smatrali da svakih zemaljskih tisuću godina doista odgovara jednom danu stvaranja te da se krug zatvara nakon 7000 godina trajanja. Prema bizantskoj eri svijet je stvoren u nedjelju 1. rujna 5508. prije Krista odnosno prema bizantskim proračunima Isus Krist se rodio 5508. godine od početka svijeta. Stoga se kraj svijeta na pravoslavnom istoku očekivao 1492. godine, te su uskrsne tablice grčkih matematičara, koje je koristio pravoslavni istok, završavale s 1492. godinom. Katolički zapad, međutim, nije očekivao svršetak svijeta 1492. godine te je poduzimao različite akcije, između ostaloga i velike pomorske plovidbe te je te godine otkrivena Amerika, tzv. novi svijet. U takvoj nezgodnoj situaciji, moskovski crkveni sabor je 1490. godine odlučio ipak poduzeti akciju računanja uskrsnih tablica i nakon 1492. godine, te je mitropolit Zosima proveo izračun za daljnjih 20 godina. A, kako se Rusija nije mogla obratiti za pomoć carigradskim znanstvenicima jer je Carigrad već bio u turskom posjedu, morala se, za potrebne podatke za dalje proračune, okrenuti zapadnoeuropskim latinskim izvorima.
Zbog problema s komputskim računom u pravoslavnoj Rusiji, pretpostavlja se da je baš Benjamin savjetovao Genadiju da zatraži pomoć od pape Inocenta VIII., te je ovaj Papi poslao delegaciju (od 1488. do 1490. godine). Papa Inocent VIII. je Genadiju poslao priručnik za izračunavanje Uskrsa. Premda nije točno poznato koji je to priručnik bio, pretpostavlja se da je to bilo znamenito djelo Guilelmusa Durandusa Speculatora iz 13. stoljeća, Računanje Božanskih službi, fundamentalno za povijest zapadne liturgije, koje se mnogo koristilo u srednjem vijeku, a već u 14. stoljeću bilo prevedeno na njemački i francuski jezik. Sastoji se od osam knjiga teološkog značaja. Osma knjiga sadrži komputski račun, a naziva se Osmi dio ili osma knjiga o izračunavanju i kalendaru i o svemu što se na to odnosi. To je djelo, s njemačkog (Salzburg, 1486.), Benjamin već 1495. g. preveo na ruski jezik te su na temelju tog djela Genadijevi komputisti odredili blagdan Uskrsa za idućih 70 godina te korištenje Uskrsnog kruga od 532. godine. Tada su još i Zapad i Istok koristili julijanski kalendar te je i blagdan Uskrsa bio zajednički.